# Talvane Albuquerque
Pedro Talvane Luís Gama de Albuquerque Neto, conhecido apenas como Talvane Albuquerque (Maceió, 12 de novembro de 1956), é um médico e ex-político brasileiro. Foi deputado federal entre 1995 e 1999, quando teve o mandato cassado após ter sido apontado como o mandante do assassinato da também deputada federal Ceci Cunha, pelo qual foi condenado a 103 anos de prisão.

## Biografia

### Carreira estudantil e na medicina
Filho de Eufrozino Nunes de Albuquerque e de Diva Gama Albuquerque, iniciou a Faculdade de Direito de Maceió, abandonando-a em 1975. Em 1976, ingressa na Faculdade de Medicina da UFAL, diplomando-se em 1981. Nomeado para a Secretaria de Saúde de Arapiraca em 1982, viaja para Lisboa, onde fixaria residência médica na Maternidade Alfredo da Costa durante 2 anos.
Regressou ao Brasil em 1984, estabeleceu-se em Arapiraca e trabalhou na divisão municipal do Instituto Nacional de Seguridade Social. Trabalhou ainda na Clínica Santa Maria (1985 a 1987) e no Hospital Santa Maria (1987 a 1989), além de ter coordenado o 4º Centro Regional de Saúde da Fundação de Saúde do Serviço Social de Alagoas.

### Carreira política
Filiado ao PTR, Talvane Albuquerque fez sua estreia eleitoral em 1990, ao disputar as eleição estadual daquele ano. Foi um dos 5 deputados estaduais eleitos pela legenda no estado. Em 1993, ingressou no recém-criado PP, tornando-se vice-presidente da Assembleia Legislativa de Alagoas. No ano seguinte, concorreu a uma vaga de deputado federal, obtendo a maior votação (61.706 sufrágios). Em agosto de 1995, ingressou no PPB, disputando a prefeitura de Arapiraca em 1997, sem êxito. Ele também não conseguiu a reeleição para deputado federal em 1998, pelo PFL;

## Envolvimento na morte de Ceci Cunha
Substituindo a deputada Ceci Cunha, que foi assassinada em 16 de dezembro de 1998 com outros 3 parentes, Talvane, que na época era filiado ao PTN, foi beneficiado com um habeas corpus que garantiu sua posse, entretanto as investigações policiais descobriram que o mandante do crime foi ele. O inquérito revelou a gravação de uma conversa do parlamentar com o pistoleiro Maurício Guedes Novais, que o tratara com intimidade por meio de códigos.
Em 7 de abril, a Câmara dos Deputados cassou o mandato de Talvane por quebra de decoro parlamentar. Foram 427 votos favoráveis à cassação, 29 contrários, 21 abstenções e apenas 1 voto em branco. O segundo suplente, Helenildo Ribeiro, assumiu a vaga. Após mais de um ano preso, o ex-deputado foi libertado em fevereiro de 2000, e em maio, obteve um habeas corpus do STJ que o permitiu responder ao processo em liberdade. Em 2007, o Ministério Público Federal de Alagoas pediu a condenação de Talvane, que voltaria à vida pública em julho de 2008, quando assumiu a Secretaria de Saúde no município de Craíbas. Depois de 4 meses, deixou o cargo para administrar os hospitais Santa Maria e Teodora Albuquerque, de propriedade de sua família e localizados em Arapiraca.

## Condenação
Em janeiro de 2012, o ex-deputado e outros 4 acusados de matarem Ceci Cunha (Alécio César, Jadielson Barbosa, José Alexandre dos Santos e Mendonça Medeiros da Silva) foram condenados a 476 anos de prisão pelo envolvimento na "Chacina da Gruta", como o crime foi conhecido. Talvane foi quem recebeu a maior sentença de prisão - 103 anos - , enquanto Jadielson e José Alexandre receberam pena de 105 anos cada um, e Alécio (falecido em 2013) e Mendonça foram condenados, respectivamente, a 87 e 75 anos de cadeia, por terem "menor envolvimento" no assassinato. Maurício Guedes Novais, outro envolvido na chacina, veio a falecer em 2014, devido a um AVC. 1 mês depois, um habeas corpus foi recusado.
Em outubro de 2015, um novo pedido de habeas corpus foi negado pelo STF.

## Vida pessoal
Foi casado com Nireide do Nascimento Gama Albuquerque, com quem teve 4 filhos.